# Aqueduto de Setúbal

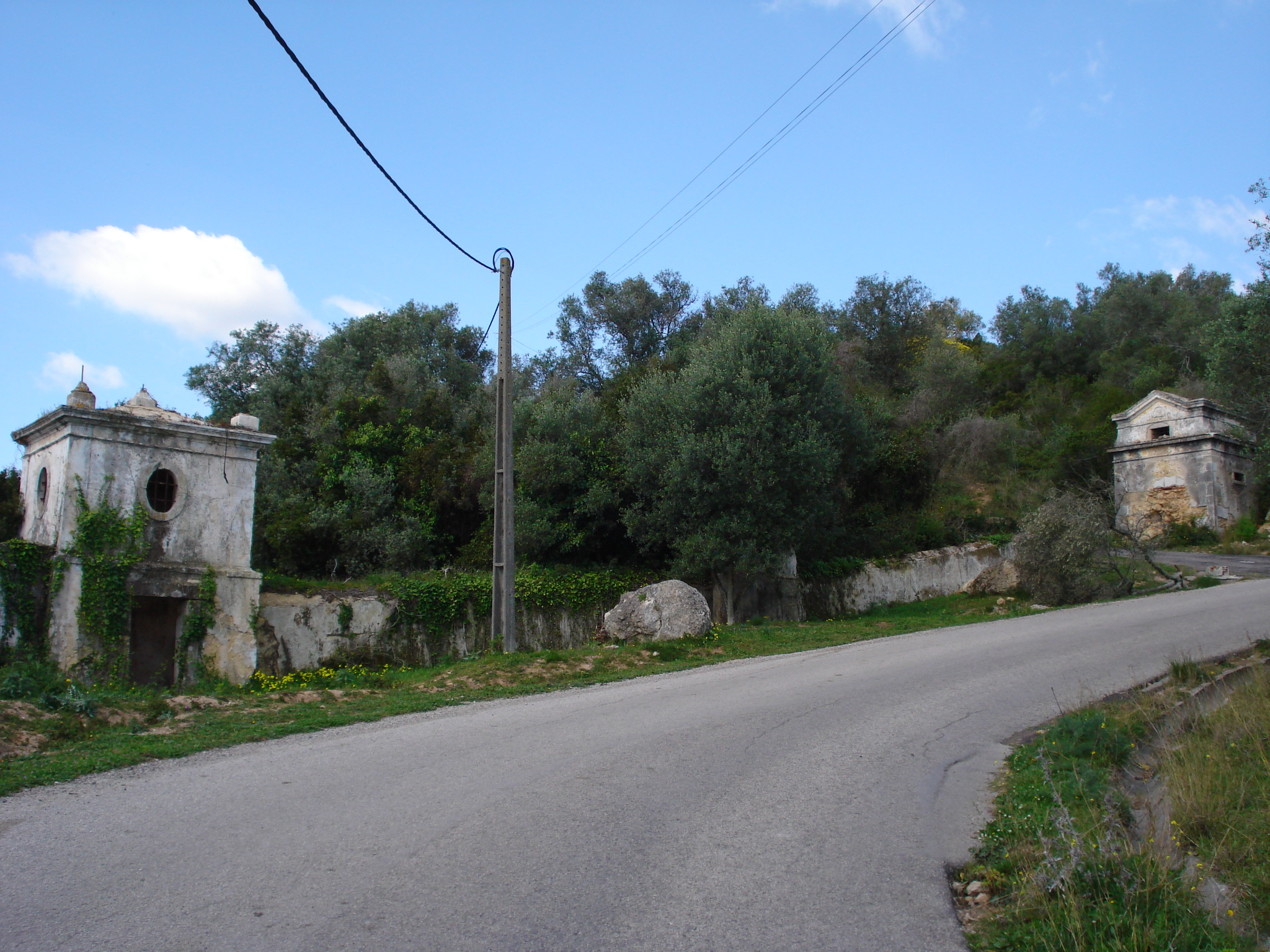
Nascente na Arca d´água em Alferrara

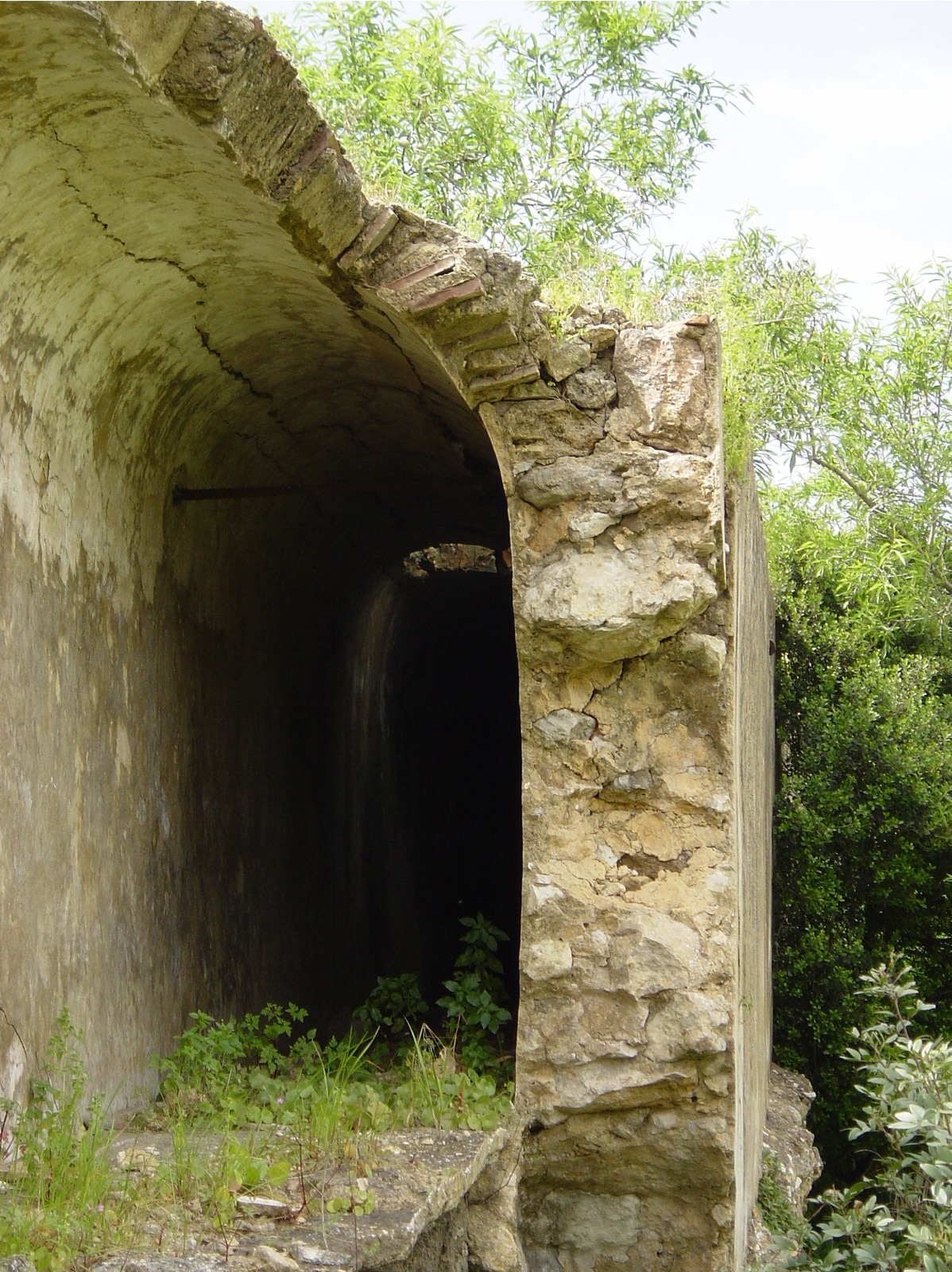
Entre Setúbal e a nascente

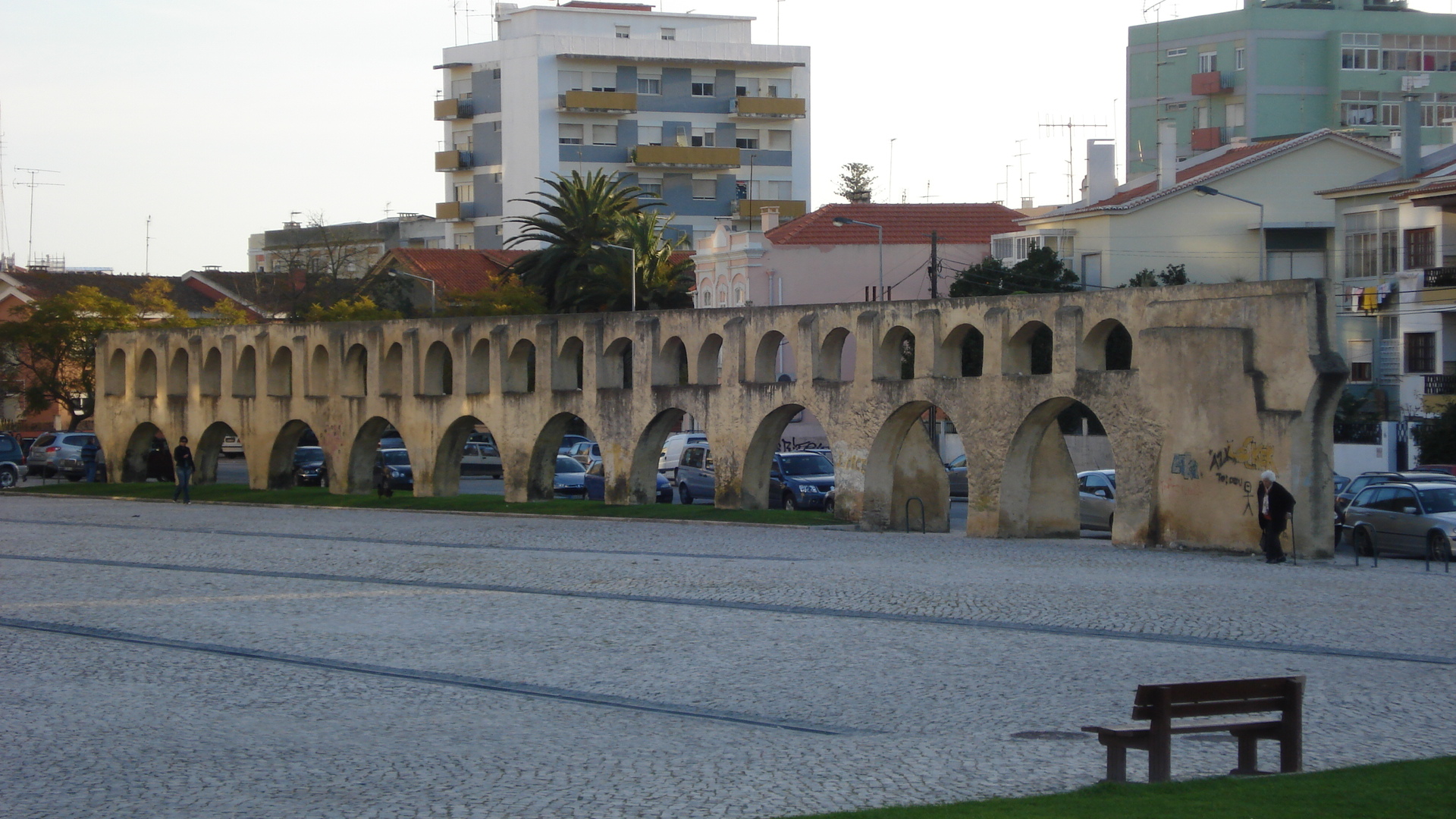
Aqueduto de Setúbal.

O Aqueduto de Setúbal, ou Aqueduto dos Arcos, é um aqueduto que tinha o seu início na Arca d'Água (Alferrara), e terminava no centro da cidade de Setúbal.
Construído no final do século XV, no reinado de D. João II, prolongava-se por vários quilómetros, desde a nascente, até às muralhas da cidade.
Em 1693, foi construído o Chafariz do Sapal  em frente ao edifício dos Paços do Concelho de Setúbal.
O abastecimento de água à cidade deixou, entretanto, de depender deste aqueduto.
A expansão urbanística da cidade reduziu os vestígios do aqueduto a alguns troços, um dos quais se localiza no centro da cidade, no local do antigo campo de futebol do Vitória de Setúbal, na (Estrada dos Arcos).
O aqueduto foi declarado Imóvel de Interesse Público pelo Decreto n.º 516/71, de 22 de novembro de 1971.